# Саксе, Ойген
Ойген Фридрих Фердинанд Саксе (нем. Eugen Sachsse; 20 августа 1839, Кёльн – 20 декабря 1917, Бонн) — немецкий протестантский богослов, педагог, редактор.

## Биография
Изучал богословие в Бонне и Берлине, получив хабилитацию в 1863 году, защитил докторскую диссертацию по пиетизму под руководством Филиппа Якоба Шпенера.
С 1871 года служил приходским священником в Хамме, где в 1872 году стал смотрителем местного училища (Kreischulinspektor). В 1883 году был назначен директором духовной семинарии в Херборне.
С 1890 по 1913 год – профессор практического богословия на факультете евангелической теологии и университетский проповедник Боннского университета.
Был соредактором журнала пастырского богословия Halte is du hast.

## Избранные труды
- «Ursprung und Wesen des Pietismus» (Висбаден, 1884);
- «Evangel. Katechismus» (Б., 4-е изд., 1900);
- «Die ewige Erlösung. Evang. Predigten» (1885 и 1898);
- «Die geschichtliche Wert d. drei ersten Evangelien» (Б., 1904);
- «Evangel. Katechetik» (Б., 1896).